# Amnokgang Sports Club
Amrokgang Sports Club är en fotbollsklubb från Nordkorea som spelar i DPR Korea League. I Amrokgang spelar bland andra landslagsspelarna Pak Chol-Jin och Kim Myong-Won. Klubben har fått sitt namn från floden Amnok, som bildar gräns mellan Nordkorea och Kina.

## Vinster
- DPR Korea League

2001, 2006, 2008